# Koppe doleschalli
Koppe doleschalli là một loài nhện trong họ Corinnidae.
Loài này thuộc chi Koppe. Koppe doleschalli được Christa L. Deeleman-Reinhold miêu tả năm 2001.